# Ommata gallardi
Ommata gallardi là một loài bọ cánh cứng trong họ Cerambycidae.